# Long Bay (Lake Rossignol)
Long Bay – zatoka (ang. bay) w północno-wschodniej części jeziora Lake Rossignol w kanadyjskiej prowincji Nowa Szkocja, w hrabstwie Queens; nazwa urzędowo zatwierdzona 6 grudnia 1974.